# 盖帝鸟属
盖帝鸟属（学名：Gettyia）是反鸟亚纲鸟龙鸟科已灭绝的一属，生存于晚白垩世的北美。

## 描述
盖帝鸟是从一块跗跖骨获知的。这块骨头与鸟龙鸟、妙阿尔刻鸟等北美鸟龙乌科相似，但尺寸要小得多。第二跖骨前缘有一结节，可能与用来使踝部弯曲的胫骨前肌相连。其它鸟龙鸟科的结节一般位于跖骨干中间，或与脚踝的距离近于脚趾。盖帝鸟的胫骨前肌结节则处在超出跖骨干一半的位置。第三及第四跖骨较其它鸟龙鸟科愈合得更为广泛，因为这些愈合不仅存在于脚踝附近，也存在于脚趾附近。

## 古生物学
盖帝鸟胫骨前肌结节处在更远的位置，表明该物种其它鸟类相比有着更加特化的生活方式。瑟夫与诺德伯格（2003年）发现，从生物力学上讲，胫骨前肌结节位置较远的现生鸟类倾向于屈肌力量更强而非速度更快。猛禽捕猎时尤其会利用自身强有力的屈肌。树栖鹦鹉及其它攀禽，在觅食或挂在树枝上时也会使用强健的屈肌稳定自身。更多陆生鸟类通常需要更快的速度与更小的力量来帮助行走跳跃等运动。

## 古生态学
盖帝鸟栖息于西部内陆海道西岸潮湿低洼的沼泽、湖泊及河流盆地内，亦栖息在该地区及最终形成落基山脉的科迪勒拉逆掩带之间更干旱的高地上。

## 分类
盖帝鸟原由瓦里基奥和恰佩（1995年）命名为格洛丽亚鸟龙鸟，正模标本MOR 553E/6.19.91.64是美国蒙大拿州冰川县晚坎帕期上双麦迪逊组发现的一块跗跖骨。种名致敬标本发现者、落基山博物馆志愿化石收集者格洛丽亚·西布莱希特（Gloria Siebrecht）。后来反鸟类新物种妙阿尔刻鸟的发现促使阿特霍特等人（2018年）重新评估鸟龙鸟科的分类。他们发现妙阿尔刻鸟介于“格洛丽亚鸟龙鸟”与阿氏鸟龙鸟之间，表明这两者实际并非同一个属的物种。故为前者创建新属盖帝鸟（Gettyia），属名致敬已故的麦克·盖帝（Mike Getty）。